# Bohuslav Laštovička
Bohuslav Laštovička (ur. 29 kwietnia 1905 r., zm. 30 marca 1981 r.) – czechosłowacki polityk, działacz partii komunistycznej, w latach 1964–1968 członek i przewodniczący Zgromadzenia Narodowego, następnie do śmierci członek Zgromadzenia Federalnego.